# Бохуњово
Бохуњово (слч. Bohúňovo) насељено је мјесто са административним статусом сеоске општине (слч. obec) у округу Рожњава, у Кошичком крају, Словачка Република.

## Становништво
| Година:    | 1994. | 2004.   | 2014.    | 2024.   |
| ---------- | ----- | ------- | -------- | ------- |
| Број људи: | 333   | 323     | 275      | 266     |
| Разлика:   |       | -3,00 % | -14,86 % | -3,27 % |

| Година:    | 2023. | 2024.   |
| ---------- | ----- | ------- |
| Број људи: | 268   | 266     |
| Разлика:   |       | -0,74 % |

Према подацима о броју становника из 2011. године насеље је имало 290 становника.